# Little Darlin'
 (novembre 2021).
Si vous disposez d'ouvrages ou d'articles de référence ou si vous connaissez des sites web de qualité traitant du thème abordé ici, merci de compléter l'article en donnant les références utiles à sa vérifiabilité et en les liant à la section « Notes et références ».
Albums de Sheila
Pilote sur les ondes
(1980) On dit
(1983)
Singles
1. Little darlin'
Sortie : novembre 1981
2. Runner
Sortie : janvier 1982

Little Darlin’ est un album studio et une chanson de Sheila sorti en novembre 1981. Il s'agit du deuxième album de la chanteuse à être entièrement réalisé aux États-Unis,  le premier étant l'album disco King of the world. Deux singles sortiront Little Darlin’ avec en face B Put It in Writing et Runner avec en face B Stranded.

## L'album
Après la période disco, qui fut un véritable succès pour la chanteuse en France comme à l'international, elle retourne aux États-Unis afin d'enregistrer un album avec la tendance musicale du moment, la new wave. Enregistré à Los Angeles aux Goodnight L.A. Studios, ce disque ne rencontrera pas le même succès que le précédent album disco.
La chanson éponyme a été classée à la 49e place du Billboard américain . Il s'agit de la première présence d'une artiste féminine française dans ce hit-parade depuis Édith Piaf[réf. nécessaire].
Les photographies recto-verso de la pochette sont de Synn Suke Hashimoto.

### Titres
| 1.    | Little Darlin'         | Holly Knight            | Amanda Blue                         | 3:56 |
| 2.    | It's Only Make Believe | Tom Kelly               | Tom Kelly                           | 3:25 |
| 3.    | Stranded               | Tom Kelly, David Foster | Jay Graydon, William-Thomas Thacker | 4:06 |
| 4.    | I'm still believin'    | Tom Kelly               | Bill Champlin                       | 5:27 |
| 5.    | Put it in writing      | Tom Kelly               | Kerry Hatch                         | 3:36 |
| 6.    | Waiting for the night  | Chas Sandford           | Chas Sandford                       | 3:52 |
| 7.    | Runner                 | Ian Thomas              | Ian Thomas                          | 3:23 |
| 8.    | Nothing less than love | Steve Diamond           | Byron Hill                          | 3:04 |
| 9.    | Saturday night         | Eric Troyer             | David Brown                         | 3:41 |
| 10.   | Prisoner (bonus)       | John Desautels          | Karen Lawrence                      | 3:22 |
| 38:26 |                        |                         |                                     |      |

### Inédits
- Le titre Prisoner, qui devait initialement être incorporé à cet album, fut finalement écarté en 1981 et ne fut proposé à l'époque qu'uniquement en Angleterre sur une compilation de la maison de disques K-TEL. Il resta inédit en France jusqu'en 1995, année de parution de la compilation Les Années disco. Le titre fût enfin ajouté (à la demande de Sheila) à la réédition vinyle picture-disc de l'album en 2016.

- Des remixes inédits de Little Darlin' sont réalisés en 2018 et sortent uniquement en vinyle sur un Maxi 45 tours en juillet 2018.

### Musiciens
- Sheila : voix
- Mick « Pooh » Baird : batterie
- Dennis Belfield, Ricky Phillips : basse
- Bill Champlin : clavier, chœurs
- Alan Pasqua : clavier
- Tim Pierce, Chas Sandford : guitare.
- Venette Gloud, Tom Kelly, Richard Page, Trevor Raven : chœurs.

## Production

### France
Édition album original
- 33 tours / LP Stéréo Carrère, 1981
- Cassette audio Carrère, 1981

Réédition de l'album
- CD East West, 1996.
- CD Warner Music, 2006
- 33 tours / LP stéréo  Warner Music, (édition picture disc), juillet 2016.
- 45 tours / LP stéréo  Warner Music, juillet 2018.

### Étranger
Édition album original
- Allemagne - 33 tours / LP stéréo Carrère, 1981 / K7 stéréo Carrère, 1981
- Brésil - 33 tours / LP stéréo Carrère RGE, 1981 / K7 Stéréo Carrère, 1981
- Canada - 33 tours / LP stéréo Carrère CBS, 1981
- Espagne - 33 tours / LP stéréo Carrère CAR, 1981 / K7 Stéréo Carrère, 1981
- États-Unis - 33 tours / LP stéréo Carrère, 1981
- Finlande - 33 tours / LP stéréo Carrère, 1981
- Grèce - 33 tours / LP stéréo Carrère, 1981 / K7 Stéréo EMI, 1981
- Israël - 33 tours / LP stéréo Carrère CARE, 1981
- Italie - 33 tours / LP stéréo Carrère ILS, 1981
- Japon - 33 tours / LP stéréo Carrère, 1981
- Liban - K7 Stéréo 747 DISCO STEREO, 1981
- Maroc - K7 Stéréo, 1981
- Mexique - 33 tours / LP stéréo Carrère, 1981
- Pérou - 33 tours / LP stéréo Mag LPN-2652, 1981 / K7 Stéréo, 1981
- Portugal - 33 tours / LP stéréo Carrère Polygram, 1981
- Venezuela - 33 tours / LP stéréo Carrère CARR, 1981

Réédition de l'album
- Japon - CD Warner VSCD 4540399035109 en Super High Material CD Vinyl Replica, janvier 2011.

## Les extraits de l'album
- Little Darlin' / Put It in Writing, 45T (novembre 1981)
- Runner / Stranded, 45T (janvier 1982)
- Maxi 45 tours : Little Darlin' / Put it in writing
- Maxi 45 tours : Le titre I'm Still Believin'  a été mis en face B du maxi 45 tours La Tendresse d'un homme (ce dernier titre interprété en français n'étant évidemment pas inclus dans cet album). À noter que La Tendresse d'un homme n'apparaît sur aucun album studio de la chanteuse.
- Maxi 45 tours : Little Darlin'  remixes inédits (sorti en juillet 2018).

## Classement
| Pays                | Meilleure position |
| ------------------- | ------------------ |
| Belgique (Ultratop) | 59                 |